# 太空侵略者

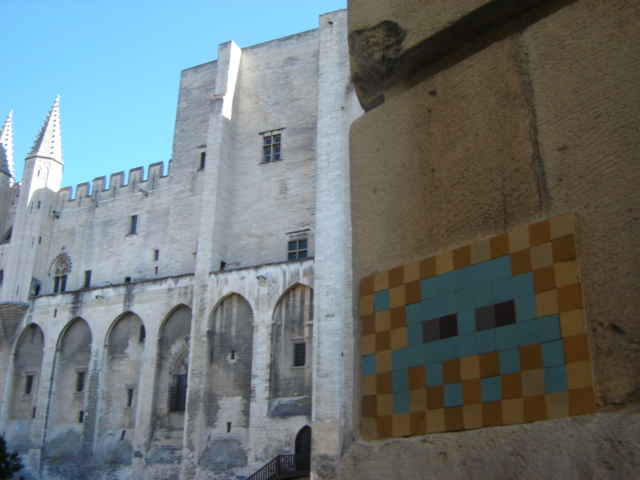
牆上有一個侵略者的圖像，可說是遊戲界的代表圖像之一

《太空侵略者》為日本太東公司於1978年發行之一款街机遊戲，在美國由Midway發行。常簡稱為《侵略者》，或翻做《宇宙入侵者》，是電子遊戲領域的代表作之一，並開啟了大型電玩黃金年代。作為電子遊戲史上第一款固定射擊類遊戲，亦因此成為眾多射擊類遊戲設計師的重要靈感來源以及各大遊戲廠商跟風熱潮。因他廠跟風遊戲採昆蟲造型，而在台灣對此類遊戲暱稱「小蜜蜂」。

## 概要

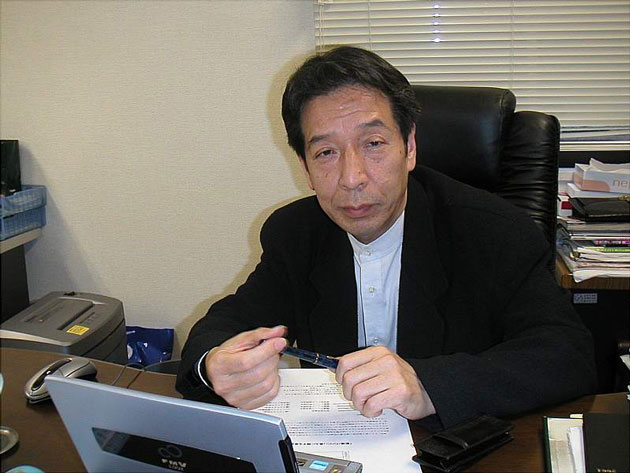
西角友宏，《太空侵略者》創造者

西角友宏設計此遊戲時，原本的主角設計為坦克或飛機，限於當時電腦運算速度相當慢，移動並不順暢，才改為太空大戰的形式，遊戲規格是基於Intel公司8位元的Intel 8080處理器而設計的。
遊戲界面上，玩家扮演靠地堡保護的「大砲」（CANNON），但不慎轟到地堡一樣造成逐步瓦解；敵方外星侵略者有「飛碟」（UFO）、「烏賊」（SQUID）、「螃蟹」（CRAB）和「章魚」（OCTOPUS）造型。規則也很簡單，擊滅清空侵略者陣形，敵方不但會摧毀地堡，且一關比一關速度更快，直到破關為止、遊戲結束。

## 外部連結
- 太空侵略者官網（日語）
- 太空侵略者指南 《太空侵略者》指南
- 《太空侵略者》（页面存档备份，存于）
- arcade-history entry（页面存档备份，存于）
- Article at The Dot Eaters - 該文章有提及《太空侵略者》歷史
- 太空侵略者（页面存档备份，存于）（德文）
- AtariAge entry for Atari 2600
- 由Flashkit網站提供的版本（页面存档备份，存于）